# 国際教員指導環境調査
国際教員指導環境調査（こくさいきょういんしどうかんきょうちょうさ、英語:Teaching and Learning International Survey,TALIS)とは、経済協力開発機構（OECD）による学校と教員に関する国際調査。2008年に第一回調査、2013年に第二回調査、2018年に第3回調査が実施された。日本は第二回から参加しており、調査結果で、日本の教員の勤務時間が参加国のなかで最長であったことから、学校における働き方改革につながっていった。

## 第二回TALIS(2013)
OECDは2008年に第一回Teaching and Learning International Survey(TALIS、国際教員指導環境調査)を実施したが、日本は参加しなかった。2013年、OECDによる第二回TALISに日本は初めて参加した。参加国は34か国で、ドイツ、中国、台湾、ロシア、インド、インドネシア、スイス、サウジアラビア、トルコ、アフリカ諸国などは参加していない。日本では10,863校の中学校、289,125人の教員が対象となり、うち標本抽出で192校、192人の校長および3484人の教員から有効回答を得た。
TALIS(2013)では全般的に、参加国と比べて日本は、授業時間が短く、会議・事務時間・課外活動など学業教育以外の時間が長く、また有資格教員や特別支援能力・職業教育を行う教員が不足していた。
- 1週間あたり平均勤務時間の合計は参加国平均38.3時間であったのに対して、日本は53.9時間で参加国最長であり、日本に続いてカナダのアルバータ州（地域参加）が48.2時間、シンガポールが47.6 時間、イングランドが45.9時間で、参加国最短はイタリアの29.4時間だった[1]。
- 授業時間は参加国平均19.3時間であったのに対して、日本は17.7時間と短かった（アメリカ参考データでは26.8時間、アルバータ州26.4時間、フィンランド20.6時間）[1]。
- 職員会議（学内での同僚との共同作業や話し合い）は参加国平均2.9時間であったのに対して、日本は3.9時間、学校運営に関する時間も参加国平均1.6時間であったのに対して日本は3時間で、書類作成など事務時間も参加国平均2.9時間であったのに対して日本は5.5時間と、課外活動（部活動など）も参加国平均2.1時間であったのに対して日本は7.7時間で、それぞれ参加国最長だった[1]。
- 労働環境以外では、女性教員の割合が参加国平均68%であるのに対して日本は39%にとどまった。
- 平均教員数は参加国平均45人に対して日本は24人にとどまった。
- 学級あたり生徒数は参加国平均24人に対して日本は31人だった。
- 有資格教員不足は参加国平均38.4%に対して日本は79.7%、特別支援能力を持つ教員不足は参加国平均48%に対して日本は76%、職業教育を行う教員不足は参加国平均19.3%に対して日本は37.3%であり、資格・特別支援能力・職業教育を行う教員の不足率はいずれも参加国最低値だった。
- 一方、日本は、教員の初任者研修、メンター指導を受けている割合や、他校見学の割合が高かった[1]。

|                | 合計 | 授業 | 授業準備 | 職員会議※ | 採点添削 | 生徒指導 | 学校運営 | 事務 | 保護者との連絡連携 | 課外活動（部活動など） | その他の業務 |
| -------------- | ---- | ---- | -------- | --------- | -------- | -------- | -------- | ---- | ------------------ | ---------------------- | ------------ |
| 参加国平均     | 38.3 | 19.3 | 7.1      | 2.9       | 4.9      | 2.2      | 1.6      | 2.9  | 1.6                | 2.1                    | 2            |
| 日本           | 53.9 | 17.7 | 8.7      | 3.9       | 4.6      | 2.7      | 3        | 5.5  | 1.3                | 7.7                    | 2.9          |
| アルバータ州   | 48.2 | 26.4 | 7.5      | 3         | 5.5      | 2.7      | 2.2      | 3.2  | 1.7                | 3.6                    | 1.9          |
| シンガポール   | 47.6 | 17.1 | 8.4      | 3.6       | 8.7      | 2.6      | 1.9      | 5.3  | 1.6                | 3.4                    | 2.7          |
| イングランド   | 45.9 | 19.6 | 7.8      | 3.3       | 6.1      | 1.7      | 2.2      | 4    | 1.6                | 2.2                    | 2.3          |
| マレーシア     | 45.1 | 省略 | ※        |           |          |          |          |      |                    |                        |              |
| アメリカ※      | 44.8 | 26.8 | 7.2      | 3         | 4.9      | 2.4      | 1.6      | 3.3  | 1.6                | 3.6                    | 7            |
| ポルトガル     | 44.7 | 20.8 | 省略     |           |          |          |          |      |                    |                        |              |
| オーストラリア | 42.7 | 18.6 | 省略     |           |          |          |          |      |                    |                        |              |
| スウェーデン   | 42.4 | 17.6 | 6.7      | 3.5       | 4.7      | 2.7      | 0.8      | 4.5  | 1.8                | 0.4                    | 1.7          |
| デンマーク     | 40   | 18.9 | 7.9      | 3.3       | 3.5      | 1.5      | 0.9      | 2    | 1.8                | 0.9                    | 2.3          |
| 韓国           | 37   | 18.8 | 7.7      | 3.2       | 3.9      | 4.1      | 2.2      | 6    | 2.1                | 2.7                    | 2.6          |
| フランス       | 36.5 | 18.6 | 7.5      | 1.9       | 5.6      | 1.2      | 0.7      | 1.3  | 1                  | 1                      | 1.1          |
| オランダ       | 35.6 | 16.9 | 5.1      | 3.1       | 4.2      | 2.1      | 1.3      | 2.2  | 1.3                | 1.3                    | 2.5          |
| フィンランド   | 31.6 | 20.6 | 4.8      | 1.9       | 3.1      | 1        | 0.4      | 1.3  | 1.2                | 0.6                    | 1            |
| イタリア       | 29.4 | 17.3 | 5        | 3.1       | 4.2      | 1        | 1        | 1.8  | 1.4                | 0.8                    | 0.7          |

※「職員会議」とは「学内での同僚との共同作業や話し合い」を指す。空欄値は省略につき原表を参照。数値の太字強調はこの抄出表のなかでの最低値と最高値。抄出表以外のデータは原表を参照。日本の値が平均値よりも大差ない場合は強調しなかった。
※アメリカは回答率がガイドラインに達しなかったので参考データとして記載。

## 第三回TALIS(2018)
2018年のTALIS第3回調査では48か国が参加したが、ドイツ、中国（上海は参加）、前回参加したマレーシアは参加していない。
TALIS（2018）でも、中学校では、1週間あたり平均勤務時間の合計は参加国平均38.3時間に対して、日本は56時間で参加国最長であった。第二回2013が53.9時間だったので、増加したことになる。また、小学校でも54.4時間で参加国最長であった。
- 前回同様、女性教員の割合が参加国最低だった[3]。
- 職員会議はカザフスタンが参加国最長の4.3時間で、日本は二番目に長く3.6時間だった（前回より0.3時間減）。
- 学校運営に関する時間も参加国平均1.6時間であったのに対して日本は2.9時間で参加国最長だった。最短はフィンランドの0.3時間だった。
- 事務時間(書類作成など)も参加国平均2.7時間であったのに対して日本は中学5.6時間で参加国最長だった。最短はフィンランドの1.1時間だった。
- 課外活動（部活動など）も参加国平均1.9時間であったのに対して日本は中学7.5時間と参加国最長だった。最短はスウェーデンとフィンランドの0.4時間だった。
- 一方、新項目「職能開発」では、日本は最短の0.6時間だった。

|                | 合計 | 授業 | 授業準備 | 職員会議 | 採点添削 | 生徒指導 | 学校運営 | 事務 | 職能開発 | 保護者との連絡連携 | 課外活動（部活動など） | その他の業務 |
| -------------- | ---- | ---- | -------- | -------- | -------- | -------- | -------- | ---- | -------- | ------------------ | ---------------------- | ------------ |
| 参加国平均     | 38.3 | 20.3 | 6.8      | 2.8      | 4.5      | 2.4      | 1.6      | 2.7  | 2        | 1.6                | 1.9                    | 2.1          |
| 日本           | 56   | 18   | 8.5      | 3.6      | 4.4      | 2.3      | 2.9      | 5.6  | 0.6      | 1.2                | 7.5                    | 2.8          |
| カザフスタン   | 48.8 | 15.1 | 9.1      | 4.3      | 4.8      | 3.5      | 2.5      | 3.2  | 3.2      | 2.5                | 3.1                    | 2.2          |
| アルバータ州   | 47   | 27.2 | 7.3      | 2.6      | 5        | 2.3      | 1.8      | 2.4  | 1.5      | 1.4                | 2.7                    | 0.7          |
| イングランド   | 46.9 | 20.1 | 7.4      | 3        | 6.2      | 2.5      | 2        | 3.8  | 1        | 1.5                | 1.7                    | 2.2          |
| アメリカ       | 46.2 | 28.1 | 7.2      | 3.5      | 5.3      | 3.4      | 1.7      | 2.6  | 1.7      | 1.6                | 3                      | 7.1          |
| シンガポール   | 45.7 | 17.9 | 7.2      | 3.1      | 7.5      | 2.4      | 1.4      | 3.8  | 1.8      | 1.3                | 2.7                    | 8.2          |
| スウェーデン   | 42.3 | 18.6 | 6.5      | 3.3      | 4.1      | 2.2      | 0.9      | 3.2  | 1.1      | 1.5                | 0.4                    | 1.9          |
| ポルトガル     | 39.6 | 20.1 | 省略     | ※        |          |          |          |      |          |                    |                        |              |
| デンマーク     | 38.9 | 19.4 | 7        | 3        | 2.5      | 1.5      | 0.7      | 1.7  | 0.8      | 1.4                | 0.9                    | 2.3          |
| フランス       | 37.3 | 18.3 | 7        | 2.1      | 4.7      | 1.2      | 0.7      | 1.4  | 0.8      | 1.1                | 1                      | 1.8          |
| オーストラリア | 37.2 | 19.2 | 省略     |          |          |          |          |      |          |                    |                        |              |
| オランダ       | 36.4 | 17.4 | 4.9      | 3        | 3.7      | 2.5      | 1        | 2.4  | 1.9      | 1.5                | 0.9                    | 2            |
| 韓国           | 34   | 18.1 | 6.3      | 2.5      | 2.9      | 3.7      | 1.7      | 5.4  | 2.6      | 1.6                | 2                      | 1.8          |
| フィンランド   | 33.3 | 20.7 | 4.9      | 2.1      | 2.9      | 1        | 0.3      | 1.1  | 0.8      | 1.2                | 0.4                    | 0.9          |
| イタリア       | 30   | 16.8 | 5.1      | 3.2      | 3.7      | 1.4      | 1.1      | 1.9  | 1.8      | 1.2                | 1                      | 0.9          |

※　合計勤務時間順。空欄値は省略につき原表を参照。数値の太字強調はこの抄出表のなかでの最低値と最高値。抄出表以外のデータは原表を参照。日本の値が平均値よりも大差ない場合は強調しなかった。